# Theodoros Tripotseris
Theodoros Tripotseris, född 4 mars 1986 i Aten, Grekland, är en grekisk fotbollsspelare (försvarare) som spelar i OFI Kreta. Tripotseris debuterade i moderklubben Panathinaikos 2004.